# Madchester
Genres dérivés
Britpop
Le terme Madchester (jeu de mots entre mad (« fou » en anglais) et le nom de la ville de Manchester) apparaît pour la première fois avec les Happy Mondays qui avaient baptisé un de leurs disques Madchester Rave On.

## Histoire
Madchester désigne un mouvement musical qui connait un grand succès à la fin des années 1980 en Angleterre. Les Stone Roses et les Happy Mondays sont les représentants les plus notables de cette mode musicale et connurent une grande exposition médiatique en Grande-Bretagne dans les années 1989-1990. À l'origine de ce succès, une scène musicale underground très dynamique (portée notamment par le label Factory Records, et en particulier son club l'Haçienda), le succès grandissant de la musique house venue d'Amérique du Nord auprès du public mancunien, captent l'attention de la presse et de l'industrie musicale.
L'étiquette Madchester désignait alors des groupes qui avaient en commun leur origine géographique (Manchester) et leur goût pour le mariage de différents styles musicaux (notamment le rock et la house). Bien que couvrant une assez large palette de styles, ces musiciens partageaient le même goût pour les arrangements psychédéliques. Ce courant musical entraine un courant de mode vestimentaire au début des années 1990.
Les groupes les plus importants du mouvement Madchester sont The Stone Roses, Happy Mondays, The Charlatans, 808 State, Inspiral Carpets, New Order, et James.